# 田中俊六
田中 俊六（たなか しゅんろく、1938年11月11日 - ）は、日本の建築学者。地域冷暖房システム、ヒートポンプ冷暖房システム、太陽熱冷暖房システム、環境共生住宅の研究を中心とした建築設備を専門とする。学位は、工学博士。東海大学名誉教授。東海大学工学部長・東海大学学長・大学院運営委員長・学校法人東海大学を務める。公益財団法人戸田育英財団評議委員。三重県出身。

## 来歴
- 1961年3月 - 早稲田大学理工学部建築学科 卒業
- 1966年3月 - 早稲田大学大学院理工学研究科建築学専攻博士課程単位取得退学。
- 1971年10月 - 東海大学工学部建築学科専任講師。
- 1974年 - 東海大学工学部建築学科助教授。
- 1978年 - 学位論文「建築における太陽熱利用システムに関する研究」で早稲田大学より工学博士の学位を取得[3]。
- 1979年4月 - 東海大学工学部教授。
- 1992年4月 - 東海大学工学部長。
- 1998年4月 - 東海大学学長職に就任。
- 2000年3月 - 東海大学学長職を任期満了退任。
- 2000年5月 - 社団法人空気調和・衛生工学会会長に就任。
- 2002年5月 - 社団法人空気調和・衛生工学会会長を退任。
- 2004年 - 東海大学名誉教授

## 著書
- 省エネルギーシステム概論 21世紀日本のエネルギーシステムの選択（オーム社 2003年12月）
- 温対法と省エネ法の原単位問題 「全電源平均」と「火力平均」（オーム社 2007年4月）
- 最新建築環境工学 改訂3版（共著）（井上書院 2006年3月）
- 最新建築環境工学 改訂4版（共著）（井上書院] 2014年2月）

## 所属学会
- 空気調和・衛生工学会